# 暴れん坊将軍V
暴れん坊将軍Vでは、テレビドラマ『暴れん坊将軍』の第5シリーズで放送された放映タイトルおよび各話スタッフを列挙する。

## 放送期間
1993年4月3日～1994年3月26日、全42話＋スペシャル2話。

## スタッフ
- プロデューサー：和佐英彦、松嶋弘正、阿部征司、渡辺操、伊駒伊織
- 脚本：小川英、胡桃哲、中野顕彰、石川孝人、和久田正明、飛鳥ひろし、佐藤五月、藤井邦夫、今村文人、田村多津夫、山田貴美子、曽田博久、迫間健、山田隆之、篠崎好、鷺山京子、大川タケシ、石松愛弘

## レギュラー
- 大岡忠相：横内正
- 田之倉孫兵衛：船越英二
- 辰五郎：北島三郎（第2話、第4話、第6話、第8話～第10話、第12話、第13話、第15話、第18話、第21話～第23話、第25話、第27話、第28話、第31話を除く）
- おさい：浅茅陽子
- 安次郎：小野ヤスシ
- 源次：真砂皓太
- 常吉：白井滋郎
- 伊助：斉藤弘勝
- 綱八：嶋広史
- おちよ：田中綾子
- おつる：周栄良美
- お葉：伊藤つかさ
- 才三：五代高之
- 茜：入江まゆ子

## 準レギュラー
- 足立玄石：河合絃司（第1話～第3話）
- 山田朝右衛門：栗塚旭（第11話、第21話、第22話、第37話）
- 尾張大納言宗春：中尾彬（第32話）
- 浄円院：中村玉緒（第44話）

## 内容
- 小頭が安次郎になった他には、め組の住み込みがおつるに変わった。また、め組の若い衆の才次が源次に改名している。
- 後の御庭番の東風平千香、若松俊秀がゲスト出演している。
- 第1・第2シリーズでレギュラーだった龍虎が、第33話のみではあるが復活している（江戸を出た後、駿府に住み妻をめとり、火消しの組頭になっているという設定）。演じているのはやはり龍虎である。過去のレギュラー出演者がその後のシリーズでゲスト出演するケースは多々あるが、このように過去の役柄をそのまま踏襲して出演したケースは稀である。
- 実在人物である、水野和泉守忠之（大出俊）、真田伊豆守幸道（大木晤郎）が登場している。
- 放送期間がはじめて1年以内となった。

## エピソード

### 1993年
| 話数   | 放送日     | サブタイトル                                                     | 脚本               | 監督     | ゲスト | 備考 |
| ------ | ---------- | ---------------------------------------------------------------- | ------------------ | -------- | --- | ---- |
| SP     | 1993/04/03 | 「大雪原の血煙り、吉宗を愛した復讐鬼!」 （スペシャル）           | 小川英、胡桃哲     | 松尾正武 | 大友千鶴：野村真美 門脇角兵衛：内田稔 松吉：柴田侊彦 穴吹大弐：川辺久造 西条采女：小沢象 岬屋徳兵衛：戸浦六宏 久我軍四郎：佐藤京一 小田島剛介：伊東達広 鏑木法悦：坂田金太郎 大友勘解由：大竹修造 菊乃：佐野アツ子 中込軍太夫：岩尾正隆 望月多聞：田畑猛雄 内藤：高野真二 龍神一家代貸：有川正治 足立玄石：河合絃司 ：出水憲 ：波多野博 ：佐川源治 穴吹の配下：阿波地大輔 ：丘路千 ：加藤重樹 ：高見裕二 ：森山陽介 ：小峰隆司 ：河本忠夫 ：有島淳平 ：新嶋愛一朗 ：小船秋夫 ：泉好太郎 ：畑中伶一 ：大矢敬典 ：松田吉博 ：及川佳奈 ：上田こず恵 ：手嶋見寿恵 ：松原健司 ：藤間富陽 ：桂川夢女 |      |
| 第1話  | 1993/04/10 | 「隠居金千両の行方」                                             | 中野顕彰           | 松尾正武 | お静：森恵 長谷部次郎左衛門：原口剛 今泉：曽根晴美 竹蔵：浜伸詞 足立玄石：河合絃司 弥平：岩城力也 叶屋：結城市朗 お喜代：井上謹代 遁兵衛：徳田興人 京山：岡村嘉孝 およし：桑田範子 吾市：小峰隆司 梅吉：加藤重樹 寅：畑中伶一 熊：東孝 お島：和歌林三津江 富くじ所の男：窪田弘和 木枯らしの文造：遠藤太津朗 |      |
| 第2話  | 1993/04/17 | 「狙われた氷の美女」                                             | 石川孝人           | 牧口雄二 | おみよ：市川翔子 本間孝之助：鷲生功 黒坂淡路守：小笠原良知 伝兵衛：園田裕久 桜井長庵：伊藤高 鬼熊の仙十郎：汐路章 足立玄石：河合絃司 留造：井上茂 おたね：小柳圭子 左平次：木谷邦臣 喜久造：池田謙治 一八：佐々木紳二 中山：藤沢徹夫 矢野：高橋弘志 大石：山根誠示 お久：江川悦子 お豊：井上洋子 黒坂源次郎：工藤堅大良 |      |
| 第3話  | 1993/04/24 | 「尼さんやくざが突っ走る!」                                      | 和久田正明         | 牧口雄二 | おまさ：東啓子 お力：紫城いずみ 宍戸典膳：宮口二郎 巴屋半左衛門：長谷川弘 七五郎：水上保広 片倉采女：波多野博 三宅東馬：木谷邦臣 伊勢屋：疋田泰盛 お滝：香住美弥子 太一：中西勇太 貞吉：田井克幸 お品：星野美恵子 瓦版屋(一)：北村明男 瓦版屋(二)：八神辰之介 杉作：及川潤 六助：下尾篤史 奥平伊賀守正親：立川三貴 |      |
| 第4話  | 1993/05/01 | 「盗賊は炎の中に消えた」                                         | 飛鳥ひろし         | 荒井岱志 | 清吉(霞の新八)：南条弘二 おまき：弥生みつき 松浦十太夫：小林勝彦 仁兵衛：稲吉靖司 田口又兵衛：早川雄三 川合錦太夫：柳原久仁夫 川島：滝譲二 夏目：岡田洪志 池田兵助：志茂山高也 左平次：池田謙治 権三：小谷浩三 番頭：西山清孝 大岩甚五郎：久富惟晴 |      |
| 第5話  | 1993/05/08 | 「助っ人新さん お役者仁義!」                                     | 石川孝人           | 松尾正武 | 浮舟(配島亜希)：蜷川有紀 大久保備前守：川合伸旺 井之口左門：内田勝正 石見屋万蔵：福山升三 南条幻之介：谷口孝史 緒方：中西宣夫 留八：森山陽介 配島誠一郎：山田永二 雑貨屋の主人：疋田泰盛 倉本正三郎役：高見裕二 佐渡奉行役：入江武敏 与力役：加藤三彦 介錯役：新島愛一朗 御用聞き役：蓑和田良太 倉本一之進役：山下慎司 中間役：泉好太郎 女の子役：前野有香 牢番：藤枝政己 同心(甲)：西村正樹 同心(乙)：松宮信男 杢兵衛：中村靖之介（舞台指導） |      |
| 第6話  | 1993/05/22 | 「哀れ、女の舟唄!」                                              | 佐藤五月           | 荒井岱志 | おしの：日下由美 仙七：加藤純平 大黒屋市兵衛：森幹太 銀助：当銀長太郎 多吉：山田良隆 伊之吉：石井洋充 与平：中川峰男 お里：勇家寛子 おらん：太田和余 おみつ：分寺裕美 堀丹後守：和田昌也 旗本：高木英一 大黒屋手代：大矢敬典 ：西村龍弥 ：松尾裕之 ：松永吉訓 ：野村千景 ：和気千枝 浅井伝蔵：伊藤敏八 大野周防守：田口計 |      |
| 第7話  | 1993/05/29 | 「母の願いは人斬り稼業?!」                                       | 藤井邦夫           | 牧口雄二 | 加納菊江：光本幸子 加納信吾：高川裕也 お雪：山崎美貴 片山宗久：北村晃一 佐久間順一郎：川浪公次郎 お紺：千種みねこ 小野正之進：高並功 留守居役(一)：有島淳平 留守居役(二)：宮城幸生 今井正五郎：和田昌也 加納信之丞：藤沢徹夫 勤番侍：峰蘭太郎 老爺：市条亨一 少年時代の信吾：奥田茂樹 男の子：山下慎司 巫女：西野佳代子 巫女：小野恵未 巫女：八幡沙織 磯部刑部：江見俊太郎 |      |
| 第8話  | 1993/06/05 | 「ろくでなし長屋殺人事件」                                       | 今村文人           | 萩原将司 | 徳松：櫻木健一 おその：岩本千春 お花：森口舞 鬼塚：久賀大雅 熊造：野口貴史 鶴之助：伊庭剛 又蔵：川島一平 佐吉：広瀬義宣 長屋のおかみ：丸平峯子 清一郎：山田良樹 金兵衛：遠山金次郎 旗本(一)：藤沢徹夫 旗本(二)：西山清孝 お品：丹羽美奈子 お照：村木翔子 お甲：浜崎涼子 牢番：江原政一 遊び人(一)：田井克幸 遊び人(二)：浜田隆広 手代：加藤寛治 久住大膳大夫：亀石征一郎 |      |
| 第9話  | 1993/06/12 | 「一目惚れ、仲よく危機一髪!」                                    | 野波静雄           | 荒井岱志 | 植村熊次郎：若松俊秀 菊姫：東風平千香 幾乃：野口ふみえ 小山頼母：真田健一郎 坂口大膳：倉田健 石川河内守：五味龍太郎 お勝：久仁亮子 権次：河野実 植村出羽守家行：溝田繁 松平和泉守：有島淳平 金井：福本清三 村上：武井三二 勘十：小船秋夫 林田：志茂山高也 越前屋：和田昌也 小女：上鶴良子 酒井日向守：睦五朗 小林源左衛門：御木本伸介 |      |
| 第10話 | 1993/06/19 | 「悲恋の仇討ち免状」                                             | 中野顕彰           | 日高武治 | 小堺まさ乃：生田智子 武藤平八郎：冨家規政 大久保大和守：北町嘉朗 秋山主膳：中田博久 森忠左衛門：西田良 小堺正太郎：佐藤広純 林：五十嵐義弘 小堺兵左衛門：大木晤郎 桑山：福本清三 巳之吉：上野秀年 山田朝右衛門：栗塚旭 |      |
| 第11話 | 1993/06/26 | 「二人妻の用心棒」                                               | 田村多津夫         | 萩原将司 | おたき：吉沢京子 千乃：松原ひろの 大須賀監物：小笠原弘 浜口屋勘兵衛：伊吹聡太朗 浅見半助：石田圭祐 桧山栄之進：岩尾正隆 増蔵：有川正治 坂部伝内：白川浩二郎 伊平：重久剛一 名代(一)：蓑和田良太 名代(二)：北村明男 名代(三)：波多野博 重臣(一)：有島淳平 重臣(二)：細川純一 若い者：山田永二 同心：高橋弘志 笹崎惣十郎：片岡弘貴 |      |
| 第12話 | 1993/07/03 | 「子連れ巡礼の逆襲」                                             | 石川孝人           | 松尾正武 | おりん：立花理佐 黒谷甚之介：井上高志 伊豆屋吉兵衛：高城淳一 加納屋喜久造：原口剛 波岡長門守俊典：唐沢民賢 巳之助：石倉英彦 小出源次郎：朝日完記 仁兵衛：結城市朗 岩吉：石井洋充 助六：床尾賢一 三次：藤木孝 小女：上野聡子 由紀：鈴川法子 仲居：太田和余 壷振り：小坂和之 与力：福中勢至郎 おみつ：竹村愛美 少年：山下慎司 少女：久世茜 |      |
| 第13話 | 1993/07/10 | 「歌ってよ、子守唄を」                                           | 山田貴美子、小川英 | 日高武治 | おみわ：栗田よう子 木戸市之丞：新木しげる 熊沢伴内：中村孝雄 清吉：竜川真 森田屋：岩城力也 巴屋：国田栄弥 村人：藤長照夫 大岡求馬：山崎大聖 牧野備前守：有川博 |      |
| 第14話 | 1993/07/24 | 「めおと春秋、涙に夢灯り」                                       | 藤井邦夫           | 荒井岱志 | 佐久間軍兵衛政義：下川辰平 沢井志保：北原佐和子 柴崎多聞：中井啓輔 佐久間りく：谷口香 松田金十郎：成瀬正孝 蓬莱屋彦右衛門：玉川伊佐男 沢井小五郎：山本太郎 文七：岡本征雄 治助：入江慎也 今井善四郎：高見裕二 雪：西岡ちあき 朝吉：矢部義章 若妻：松村直美 捨吉：小谷浩三 女中：富永佳代子 浪人：小峰隆司 旗本：稲泉智万 町方役人：峰蘭太郎 下女：金森かおり |      |
| 第15話 | 1993/07/31 | 「おんな事件屋、江戸を斬る!」                                    | 曽田博久           | 松尾正武 | 立花屋お紺：芦川よしみ 佐吉：大場順 源之丞：花上晃 嘉助：早川雄三 卯吉：坂田金太郎 治右衛門：鈴木淳 瀬尾彦四郎：阿波地大輔 お竹：山田麻起子 幸兵衛：玉生司朗 松造：上野秀年 源蔵：岡田洪志 備前屋：山田良樹 役人：壬生新太郎 小六：中西健太 金太：諸見里安誠 松谷権九郎：外山高士 豊玉屋七兵衛：小沢象 |      |
| 第16話 | 1993/08/14 | 「剣も躍る! 阿波おどり」                                         | 迫間健             | 牧口雄二 | おしの：立原麻衣 お咲：想野まり 日下治部：中田浩二 叶屋加助：幸田宗丸 階堂弥八：吉田豊明 伍平：森章二 佐伯一馬：武井三二 久七：野口貴史 阿波藩主：大木晤郎 茂作：河本忠夫 丑松：八神辰之介 佐伯主馬：石井洋充 当八：山田良樹 おしげ：香住美弥子 ：藤間富陽 ：池田治子 ：八幡沙織 鳴門屋清兵衛：西沢利明 |      |
| 第17話 | 1993/08/21 | 「熱き血汐の乙女飛脚」                                           | 山田隆之           | 宮越澄   | おゆう：若林志穂 弥市：佐藤仁哉 松野播磨守：浜田晃 春喜屋仁兵衛：園田裕久 伊蔵：増田再起 仁吉：江上雅彦 おたえ：鈴川法子 少女時代のおゆう：田中千絵 飛脚(一)：司裕介 飛脚(二)：佐々木紳二 飛脚(三)：滝野貴之 浪花屋太左衛門：柴田侊彦 |      |
| 第18話 | 1993/08/28 | 「おんな密偵の初恋」                                             | 今村文人           | 荒井岱志 | 鈴木加代：辻沢杏子 河井鉄之進：鷲生功 池永甚左衛門：原田清人 六兵衛：穂高稔 桔梗屋お豊：朝比奈順子 西崎：大木正司 乙松：川浪公次郎 大友：五十嵐義弘 黒沼：滝譲二 岡部：石井洋充 茂造：加藤三彦 中間：橋本和博 由蔵：遠山金次郎 ガマの油売り：北村明男 客：椿竜二 手代：猪飼賢治 少女時代の加代：西村香織 少年時代の鉄之進：加藤聡志 |      |
| 第19話 | 1993/09/11 | 「悪人志願の娘」                                                 | 藤井邦夫           | 荒井岱志 | 永吉：菅原加織 お咲：森崎めぐみ 樽屋甲兵衛：福山象三 坂崎竜之進：唐沢民賢 銀次：似鳥公紀 豊松：高橋亮治 お春：竹下舞 彦七：水上保広 牢名主：笹木俊志 油屋の主人：宮城幸生 おかみさん(一)：丸平峯子 おかみさん(二)：稲垣陽子 永吉の母：春藤真澄 役人：波多野博 近江屋仙右衛門：壬生新太郎 浪人：加藤重樹 女中：森田知美 石川佐渡守：深江章喜 片岡清五郎：工藤堅大良 |      |
| 第20話 | 1993/09/25 | 「毒牙を隠した花嫁」                                             | 和久田正明         | 萩原将司 | お甲：石倭裕子 内藤勘解由：早川純一 お袖：上原真美 春日屋：松本朝生 辻川庫之丞：中村孝雄 佐渡吉：野口貴史 三沢紋太夫：久保忠郎 三国屋：中西宣夫 小文太：奔田陵 地廻り：小峰隆司 女将：星野美恵子 岡っ引き：志茂山高也 蜆売りの少年：勝見和也 少女時代のお甲：田原美法 香月左門：小野進也 山田朝右衛門：栗塚旭 |      |
| 第21話 | 1993/10/02 | 「無法街の花姉妹」                                               | 和久田正明         | 牧口雄二 | お春：貴本亜莉紗 伊皿子屋万兵衛：立川三貴 浮太郎：遠藤憲一 お七：山田峰子 下妻小太夫：朝日完記 円蔵：武井三二 沖田只七：水上保広 勇五郎：矢部義章 虎吉：床尾賢一 魚河岸元締め：有島淳平 仲買人：山田良樹 権八：加藤三彦 中村勘助：柴田善行 小商人：浅田祐二 板前：藤長照夫 九鬼兵庫助：亀石征一郎 山田朝右衛門：栗塚旭 |      |
| SP     | 1993/10/09 | 「おんな盗賊の恋、吉宗にしかけられた天下の大陰謀」（スペシャル） | 篠崎好             | 荒井岱志 | 弥生：斉藤慶子 日照(直次郎)：加納竜 稲場長門守：沢竜二 小雪：想野まり お初：東風平千香 片岡半之丞：井上高志 剣持大三郎：山西道広 伊達陸奥守吉村：中山昭二 お連：原田千枝子 手代：有川正治 定八：新橋伸介 少年時代の直次郎：雨笠利幸 庵主：東竜子 少女時代の弥生：小西美保 十才の弥生：岡田友里 ：宮城幸生 ：田辺ひとみ ：細川純一 ：司裕介 ：遠山金次郎 ：峰蘭太郎 ：北村明男 ：藤枝政巳 ：市条亨一 ：壬生新太郎 ：細谷千絵 ：志茂山高也 ：三星トミ ：山口雄大 ：泉知奈津 ：藤間富陽 ：桂川夢女 ：藤間勘聡次 小笠原伊豫守：御木本伸介 近江屋利平：滝田裕介 佐吉：中条きよし                    |      |
| 第22話 | 1993/10/16 | 「悪をあばいた潮騒の娘」                                         | 今村文人           | 松尾正武 | 水野和泉守：大出俊 おいく：有村つぐみ 大潮屋銀兵衛(肥前屋市右衛門)：早川研吉 藤吉：石倉英彦 大目付：出水憲 旗本(一)：川浪公次郎 大名(一)：丘路千 大名(二)：有島淳平 忍び(一)：村山俊二 忍び(二)：森山陽介 忍び(三)：井上昭 勝造：小峰隆司 手代：新島愛一朗 旗本(二)：志茂山高也 弥助：畑中伶一 又平：松宮信男 使者：加藤重樹 寺社方役人：浜田隆広 藩士：小谷浩三 浪人(一)：池田謙治 浪人(二)：杉山幸晴 軽平：ピース・帆足 山上大炊頭：田口計 |      |
| 第23話 | 1993/10/30 | 「盗っ人新さん、二代目襲名!」                                    | 中野顕彰           | 松尾正武 | 鼬の弥平：橋本功 お初：武田京子 小鼠の円蔵：曽根晴美 秋田：高峰圭二 大久保伊賀守：永井秀明 朝吉：土井健守 熊造：佐川源治 地廻り：木下通博 番頭：福中勢至郎 芸妓：斉藤リカ 芸妓：池田治子 芸妓：二宮幸子 平川十左衛門：遠藤征慈 |      |
| 第24話 | 1993/11/06 | 「刃傷! 慕情消えやらず」                                         | 田村多津夫         | 松尾正武 | 石崎勘助：誠直也 堀内千恵(蓮正尼)：立原麻衣 唐沢政之丞：伊藤高 中津屋市兵衛：山本清 矢野：佐藤京一 庵主：千原しのぶ 小菅喜三次：伊庭剛 鶴造：佐川源治 堀内宗太郎：岡田洪史 河合：福本清三 小者：岩須透 女中：江川悦子 建部半太夫：江見俊太郎 |      |
| 第25話 | 1993/11/13 | 「天下御免の偽十手」                                             | 中野顕彰           | 宮越澄   | 仙太：深江卓次 お喜多の方：東千晃 中村福太郎：山内としお お美代：星野真由子 西国屋徳兵衛：田畑猛雄 粂吉：当銀長太郎 木田：浜伸詞 長吉：田中弘史 駕篭かき：白川浩二郎 駕篭かき：池田謙治 およし：崇谷章子 大奥女中：米川能世 地廻り：河本忠夫 親父：畑中伶一 立花屋の若旦那：松尾裕之 船頭：大矢敬典 菊次：及川潤 板垣大和守：菅貫太郎 |      |
| 第26話 | 1993/11/20 | 「子連れ芸者の挑戦」                                             | 石川孝人           | 萩原将司 | お蔦：山本ゆか里 道庵(倉成右近)：森章二 新田屋左衛門：長谷川弘 伝兵衛：赤城太郎 勘太：中西勇太 与之吉：小林功 片桐：高並功 山科筑後守：大木晤郎 稲葉信吉：木谷邦臣 佐藤源次郎：加藤重樹 村越三郎太：西村正樹 棟梁：疋田泰盛 お常：春藤真澄 役人：西山清孝 大工：小坂和之 小女：金森かおり 子供：渡辺琢之 茅島備前守：久富惟晴 |      |
| 第27話 | 1993/12/04 | 「新さん負けるな! 大競馬」                                       | 今村文人           | 荒井岱志 | 速水連三郎：若松俊秀 おくみ：中原果南 良平：福原学 松森主計頭：原口剛 室田：西田良 綿貫仙右衛門：溝田繁 綿貫郡次郎：高見裕二 今井：波多野博 医者：藤沢徹夫 又蔵：東孝 刀屋：遠山金次郎 石屋：藤長照夫 浪人(一)：小坂和之 浪人(二)：木下通博 浪人(三)：滝野貴之 家臣(一)：山田永二 家臣(二)：加藤三彦 牧士(一)：原田真一 牧士(二)：西村正樹 忍び(一)：大久保幸冶 忍び(二)：田近正吾 忍び(三)：青木哲也 沖山平四郎：大場順 |      |
| 第28話 | 1993/12/11 | 「嵐を呼ぶ三兄弟!」                                              | 和久田正明         | 松尾正武 | 田之助：若山騎一郎 お糸：加藤純子 捨松：中村久光 狐火の仙蔵：黒部進 天竺屋仁兵衛：早川研吉 七五郎：長沢一樹 牛吉：浜田隆広 遣手婆：小柳圭子 住職：蓑和田良太 醤油屋の主人：疋田康盛 炭屋の主人：宮城幸生 仙蔵の配下：滝野貴之 地廻り：辻本良純 島田外記：山本昌平 |      |
| 第29話 | 1993/12/18 | 「空を飛んだ米相場」                                             | 鷺山京子           | 牧口雄二 | 美乃屋お幸：速水典子 大戸屋：北町嘉朗 井坂主膳：小笠原弘 六蔵：岩尾正隆 北川：高品剛 清太郎：青井敏之 次郎八：井上茂 米問屋(一)：浜田雄史 米問屋(二)：入江慎也 市兵衛：波多野博 米問屋(三)：泉好太郎 佐賀屋：壬生新太郎 手代：山根誠示 米商人(一)：和田昌也 米商人(二)：遠山金次郎 やくざ者：木下通博 セリ人：窪田弘和 同心：稲泉智万 町人：田井克幸 おかみさん(一)：香住美弥子 おかみさん(二)：勇家寛子 魚屋：仲村進一 春吉：谷敏之 少年時代の清太郎：石野理央 |      |
| 第30話 | 1993/12/25 | 「紀州から来た刺客」                                             | 中野顕彰           | 松尾正武 | 小鈴(お七)：高梨亜矢 五十嵐豊後守：佐原健二 小十郎：伊東達広 喜三郎：中嶋俊一 文吉：笹木俊志 地廻り：司裕介 宗春の家臣：木谷邦臣 門番：西村龍弥 茶坊主：杉山幸晴 浪人：福中勢至郎 尾張大納言宗春：中尾彬 |      |

### 1994年
| 話数   | 放送日     | サブタイトル                 | 脚本           | 監督     | ゲスト | 備考 |
| ------ | ---------- | ---------------------------- | -------------- | -------- | --- | ---- |
| 第31話 | 1994/01/08 | 「鳶口一本、炎の男道!」      | 石川孝人       | 荒井岱志 | 龍虎：龍虎 おその：丸山ひでみ 岡部采女正：小沢象 中島常之助：中田博久 駿河屋善兵衛：福山象三 千治郎：松本朝生 佐吉：浅野一平 野沢源太郎：高並功 田辺肥前守是之：岡村嘉隆 仲次：壬生新太郎 家臣(一)：志茂山高也 家臣(二)：内藤和也 瓦版売り：窪田弘和 そば屋：高谷舜二 同心：稲泉智万 下役人：床尾賢一 北町下役：西村正樹 番卒：松原健司 梶山丈之介：川合伸旺                                                                      |      |
| 第32話 | 1994/01/15 | 「潜入! いれずみ湯の風来坊」 | 大川タケシ     | 宮越澄   | 平太：坂上忍 遠藤兵十郎：内田勝正 仙三：草薙良一 風馬：大木正司 深田左近：中村孝雄 お京：桂木麻智 森川進次郎：関根大学 よね：三浦徳子 老人：有川正治 黒松：勝野賢三 幸助：浜田雄史 彦一：辻本良紀 源助：入江武敏 同心：西山清孝 浪人：司裕介 いれずみ者(一)：加藤寛治 いれずみ者(二)：矢部義章 小女：増田広子 三吉：川鶴晃裕 |      |
| 第33話 | 1994/01/22 | 「廓祝言、一夜の花嫁」       | 山田貴美子     | 松尾正武 | おこの(日向屋おいく)：森恵 周蔵：南条弘二 桧屋政右衛門：幸田宗丸 桧屋の番頭：結城市朗 医師：東村晃幸 留蔵：広瀬義宣 藤丸：真壁晋吾 浪人：佐々木紳二 釣り人：江原政一 巫女：分寺裕美 妊婦：上田こずえ 少女時代のおこの：田中恵利子 相良左衛門：西田健 |      |
| 第34話 | 1994/01/29 | 「争奪! 石田三成の密書」     | 和久田正明     | 荒井岱志 | 大蔵伝八：和崎俊哉 伊佐山久蔵：外山高士 幸阿弥：小林勝彦 天命堂：遠藤征慈 大蔵松乃：荒木雅子 相良(木村)ひづる：神谷弥雪 お玉：井上謹代 暮坂主水(辰巳仙十郎)：大竹修造 利兵衛：田畑猛雄 清水圭吾：池谷太郎 有川一学：五十嵐義弘 真田伊豆守幸道：大木晤郎 庄助：日高久 犬飼図書：有島淳平 村人：椿竜二 お庭番：稲田龍雄 御影党：宮本浩光 御影党：野々村仁 田丸伊豫守：遠藤太津朗                                                    |      |
| 第35話 | 1994/02/05 | 「わが恋せし上様」           | 田村多津夫     | 荒井岱志 | おみの：青山知可子 彦兵衛：穂高稔 太吉：野土晴久 柴沼荘太夫：石橋雅史 石巻弦之進：宮口二郎 綱木屋千蔵：玉川伊佐男 岩五郎：鈴木淳 滝十馬：出水憲 長次：滝譲二 久助：石原耕 若い衆(一)：田井克幸 寺岡官右衛門：壬生新太郎 子守娘：嘉崎美和 山田朝右衛門：栗塚旭 |      |
| 第36話 | 1994/02/12 | 「風雪! 子連れ母唄」         | 小川英、胡桃哲 | 齋藤光正 | 高倉市之進：大出俊 おしず(八木沢しず)：一色彩子 虎三：浜田晃 八木沢小一郎：堀裕晶 仙太：岡部正純 女将：日向明子 権次：岩尾正隆 八木沢兵馬：伊庭剛 望月：川浪公次郎 酌婦：湖条千秋 住人：宮城幸生 捨六：大矢敬典 亭主：藤沢徹夫 二才の小一郎：高橋龍太 藤井石見守：菅貫太郎 |      |
| 第37話 | 1994/02/19 | 「偽将軍様の悪党退治!?」     | 藤井邦夫       | 宮越澄   | お弓：蜷川有紀 三浦主膳：中田浩二 古田半次郎：曽根晴美 堀田図書：高野真二 野村将監：五味龍太郎 関根龍泉：徳田興人 神崎小五郎：水上保広 下っ引き：多賀勝 今井道庵：疋田泰盛 与助：蓑和田良太 長野平九郎：石井洋充 浪人(一)：河本忠夫 浪人(二)：奔田陵 侍：浜田隆広 旗本：加藤重樹 藩士：山田永二 女中：堀佳恵 内藤豊前守信良：加藤聡志 内藤市松：石野理央 少女時代のお弓：林沙弥佳                                                 |      |
| 第38話 | 1994/02/26 | 「お泣き地蔵の恋」           | 山田貴美子     | 齋藤光正 | お比奈：若林志穂 利平：鷲生功 福助：頭師孝雄 伊太郎：岡田洪志 良太：谷口公洋 医師：徳田興人 乙吉：山田良樹 おかみ：星野美恵子 役人：壬生新太郎 小間物屋の主人：市条亨一 越乃屋陣兵衛：中井啓輔 秋元平八郎：亀石征一郎 |      |
| 第39話 | 1994/03/05 | 「対決! みちのく恋風剣法」   | 石松愛弘       | 松尾正武 | 望月主馬：大橋吾郎 桑山千加：武田京子 神尾大膳春央：深江章喜 黒沼修理：山本清 津軽土佐守広忠：増田再起 倉田勘兵衛：野口貴史 佐竹半十郎：高品剛 遠藤平八：石倉英彦 岡島弥助：新島愛一朗 権造：井上茂 工藤左近：加藤重樹 桑山彦左衛門：波多野博 早馬の使者：森山陽介 百姓：田井克幸 無宿人(一)：山本近資 無宿人(二)：本山力 牢番(一)：小坂和之 牢番(二)：小谷浩三 飛脚：石原耕 本間頼母：西沢利明                                   |      |
| 第40話 | 1994/03/12 | 「木枯しも泣く迷子石」       | 田村多津夫     | 荒井岱志 | 仙太郎：山田良隆 おみつ：栗原絵美 栄太：中西健太 北岡源之進：原口剛 高須屋治兵衛：小笠原弘 弥市：稲吉靖司 洲崎の浜蔵：朝日完記 おきぬ：鈴川法子 仁助：小峰隆司 子分(一)：細川純一 子分(二)：小船秋夫 浪人：池田謙治 同心：司裕介 仙太郎の父：志茂山高也 浜蔵の手下(一)：加藤三彦 浜蔵の手下(二)：内藤和也 三善屋：壬生新太郎 女将：前川恵美子 ：藤枝政巳 ：松尾裕之 ：丹羽美奈子 ：西岡ちあき 英太：平井亮裕 松永主馬：江見俊太郎 |      |
| 第41話 | 1994/03/19 | 「天下を正した切腹訴状」     | 野波静雄       | 荒井岱志 | お栄(高木千草)：菅原あき 本多備中守：高城淳一 久助：北村英三 村井作十郎：伊藤高 中根金吾：佐藤京一 高木武兵衛：花上晃 お島：藤江利加 牧野市兵衛：田中弘史 河田帯刀：芝本正 江坂左太夫：出水憲 お紋：山本志寿世 浪人(一)：白川浩二郎 岡野：高見裕二 瓦版売り：北村明男 浪人(二)：滝野貴之 浪人(三)：西村龍弥 |      |
| 第42話 | 1994/03/26 | 「春を呼んだ喧嘩そば!」      | 石川孝人       | 松尾正武 | 浄円院：中村玉緒 おひさ：高田有基 真壁又十郎：成瀬正孝 加納屋伝右衛門：江幡高志 浮島太夫：村上理子 お方様：松村康世 巳之吉：長沢一樹 酒村筑後守：五十嵐義弘 安永：笹木俊志 船頭：福本清三 六助：西村正樹 屋台のおやじ：泉好太郎 源六：石野理央 長七：高田智貴 少女時代のおひさ：及川佳奈(子役) 佐々岡誠一郎：篠塚勝 板倉甲斐守：小笠原良知 市助：品川隆二                                                                         |      |